# Arnfels
Arnfels är en ort och kommun i Österrike. Den ligger i distriktet Leibnitz i förbundslandet Steiermark.
Kommunen består av två orter (Ortschaften) (inom parentes invånarantal 1 januari 2024):
- Arnfels (806)
- Maltschach (176)